# Tomasz Włodowski
Tomasz Włodowski (ur. 5 lipca 1972 w Prudniku) – polski koszykarz występujący na pozycji obrońcy, reprezentant kraju, po zakończeniu kariery zawodniczej trener koszykarski. Obecnie trener Smyka Prudnik.

## Osiągnięcia
Drużynowe
- Mistrz Polski młodzików (1987)[2]
- Brązowy medalista mistrzostw Polski (1992)

Reprezentacja
- Uczestnik:
  - kwalifikacji do igrzysk olimpijskich (1992)
  - mistrzostw Europy:
    - U–16 (1989 – 11. miejsce)
    - U–18 (1990 – 6. miejsce)
    - U–22 (1992 – 11. miejsce)